# كومبريس دي سان بارتولومي
بلدية كومبريس دي سان بارتولومي (بالإسبانية: Cumbres de San Bartolomé) هي بلدية تقع في مقاطعة ولبة التابعة لمنطقة أندلوسيا جنوب إسبانيا.

## الديموغرافيا
بلغ عدد سكان بلدية كومبريس دي سان بارتولومي 453 نسمة عام 2011 (وفقاً للمعهد الوطني الإسباني للإحصاء).
| 597 | 572 | 553 | 500 | 485 | 463 | 453 |